# 효자동 박태성 정려비 및 묘
효자동 박태성 정려비 및 묘는 경기도 고양시 덕양구 효자동에 있다. 1999년 2월 1일 고양시의 향토문화재 제35호로 지정되었다.

## 개요
조선조 후기의 관료, 효자인 박태성의 무덤과 정려비이다. 소규모의 문인석이 배치되어 있다. 오석의 정려비와 독특한 서체가 특이하다.